# Tony Waiters
Tony Waiters (1. února 1937, Southport – 10. listopadu 2020) byl anglický fotbalový brankář. Po skončení aktivní kariéry působil jako trenér. Je členem kanadské fotbalové síně slávy.

## Fotbalová kariéra
Začínal v neligových týmech Bishop Auckland FC a Macclesfield Town FC. V letech 1959–1967 chytal v anglické nejvyšší soutěži za Blackpool FC. Po sestupu Blackopoolu v roce 1967 ukončil aktivní kariéru a začal pracovat pro fotbalovou asociaci jako trenér mládeže. V roce 1970 po zranění brankáře Burnley FC Petera Mellora obnovil aktivní kariéru a odchytal dalších 40 utkání. Za anglickou fotbalovou reprezentaci chytal v roce 1964 v 5 utkáních.

## Ligová bilance
| Ročník                                  | Zápasy | Góly | Klub         |
| --------------------------------------- | ------ | ---- | ------------ |
| Football League First Division 1959/60  | 17     | 0    | Blackpool FC |
| Football League First Division 1960/61  | 23     | 0    | Blackpool FC |
| Football League First Division 1961/62  | 20     | 0    | Blackpool FC |
| Football League First Division 1962/63  | 42     | 0    | Blackpool FC |
| Football League First Division 1963/64  | 39     | 0    | Blackpool FC |
| Football League First Division 1964/65  | 42     | 0    | Blackpool FC |
| Football League First Division 1965/66  | 40     | 0    | Blackpool FC |
| Football League First Division 1966/67  | 34     | 0    | Blackpool FC |
| Football League First Division 1970/71  | 35     | 0    | Burnley FC   |
| Football League Second Division 1971/72 | 3      | 0    | Burnley FC   |
| CELKEM Football League First Division   | 294    | 0    |              |

## Trenérská kariéra
Trénoval v letech 1972–1977 Plymouth Argyle FC a v letech 1977–1979 kanadský tým Vancouver Whitecaps. V letech 1980–1986 a 1990–1991 trénoval kanadskou reprezentaci. V roce 1986 byl trenérem reprezentace Kanady na mistrovství světa a v roce 1984 byl trenérem kanadského fotbalového týmu na LOH 1984.